# General Electric GE38
El General Electric GE38 es un motor desarrollado por GE Aviation para su aplicación en turbohélices.

## Diseño y desarrollo
El GE27 fue desarrollado a comienzos de los 80 bajo el programa "Motores demostradores de tecnologías modernas" (MTDE) patrocinado por el Ejército de los Estados Unidos. El GE27 fue el motor de GE incapaz de propulsar el V-22 Osprey. El CFE CFE738 está basado en este motor.
A finales de los ochenta, GE utilizó el GE27 como la base de desarrollo de su motor comercial GE38. El GE38 se convirtió en el motor turbohélice T407 en colaboración con Lycoming Engines para el Lockheed P-7, con una potencia máxima al despegue de 4.475 kW (6.000 c.v.). El programa P-7 fue cancelado en 1990, así como el motor. La versión comercial del T407 fue la GLC38, que no tuvo éxito en motorizar a varios turbohélices de comienzos de los noventa.
El nuevo GE38-1B (7.500 c.v.) está diseñado para proporcionar impulso al helicóptero trimotor Sikorsky CH-53K para la Armada de los Estados Unidos.

## Variantes y aplicaciones
T407
- Lockheed P-7

GE38-1B
- Sikorsky CH-53K

## Especificaciones
- tipo = Turbohélice